# (90829) 1995 UY5
1995 يو واي 5 (ويعرف أيضًا باسم (90829) 1995 يو واي 5 وفق تسمية الكوكب الصغير) (بالإنجليزية: 1995 UY5)‏ هو كويكب ضمن حزام الكويكبات؛ وترتيبه 90829 من حيث الاكتشاف.
اكتُشف هذا الجُرم الفلكي بواسطة هيروشي كانيدا في 21 أكتوبر 1995.

## وصلات خارجية
- (90829) 1995 UY5 في قاعدة بيانات مختبر الدفع النفاث لأجرام النظام الشمسي الصغيرة

- الاكتشاف · مخطط المدار ·  العناصر المدارية · المعلمات المادية

- (90829) 1995 UY5 على موقع ويكي سكاي: DSS2, SDSS, GALEX, IRAS, Hydrogen α, X-Ray, Astrophoto, Sky Map, Articles and images